# 能美町中町
能美町中町（のうみちょうなかまち）は、広島県江田島市の大字。

## 地理
能美島の中部に位置し、江田島湾に面する。北で能美町高田、東で大柿町飛渡瀬、南で能美町鹿川、西で山を隔てて沖美町岡大王、沖美町畑、沖美町三吉に接する。

## 歴史
1889年の町村制施行により佐伯郡中村が成立した。
1955年に鹿川町・高田村と合併して能美町大字中町となった。能美町役場は大字中町に置かれた。
2004年に能美町外3町が合併して江田島市が誕生した。能美町大字中町は江田島市能美町中町に引き継がれた。合併直後は能美町役場が江田島市役所本庁舎として使われた。本庁は2016年8月に大柿町大原に移転し、移転跡は能美庁舎、後に能美市民センターとして利用されている。能美市民センターには江田島市教育委員会が入居している。

## 交通

### 道路
鹿川から高田に向けて国道487号が通る。また、鹿川から大柿町飛渡瀬に向けて広島県道36号高田沖美江田島線が通る（鹿川から中町まで国道487号と重複）。

### 海上交通
中町港は北西にある高田港と共に中田港として管理されている。中町桟橋では広島港（宇品）との間で定期船が運行されている。2008年4月に新たな中町港旅客ターミナルの供用が開始された。2017年には駐車場の一部にローソンが出店した。

## 教育
江田島市立中町小学校と江田島市立能美中学校がある。

## 施設
- 能美郵便局

## 参考資料
- 藤岡徳次郎 編『佐伯郡制誌』佐伯郡地方振興財団、1929年3月30日。NDLJP:1241536。
- 「確認された合併協定項目」『明日へのかけはし』第20号、江田島町・能美町・沖美町・大柿町合併協議会、2004年6月。2022年7月30日閲覧。